# Cannula gracilis
Cannula gracilis är en insektsart som först beskrevs av Hermann Burmeister 1838.  Cannula gracilis ingår i släktet Cannula och familjen gräshoppor. Inga underarter finns listade i Catalogue of Life.

## Bildgalleri

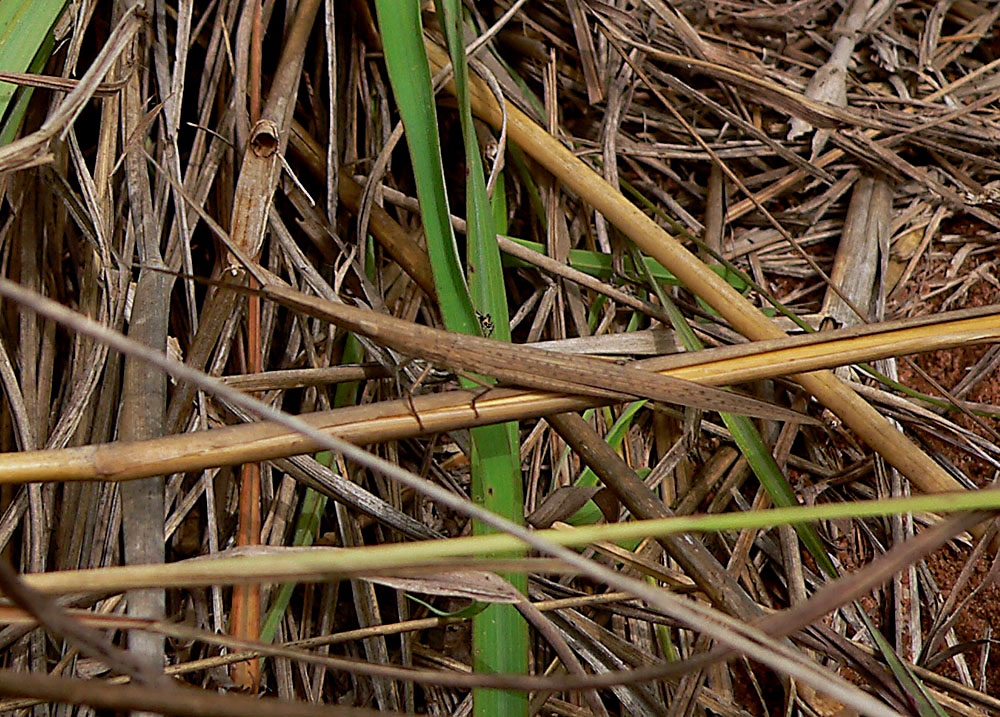